# Outeiro
Outeiro är en ort i Spanien.   Den ligger i provinsen Provincia de Lugo och regionen Galicien, i den nordvästra delen av landet, 400 km nordväst om huvudstaden Madrid. Outeiro ligger 553 meter över havet och antalet invånare är 4 601.
Terrängen runt Outeiro är kuperad åt sydost, men åt nordväst är den platt. Terrängen runt Outeiro sluttar norrut. Runt Outeiro är det glesbefolkat, med 10 invånare per kvadratkilometer. Närmaste större samhälle är Castro de Rei, 11,3 km nordväst om Outeiro. Omgivningarna runt Outeiro är en mosaik av jordbruksmark och naturlig växtlighet.